# Jihovýchodní region (Severní Makedonie)
Jihovýchodní region (makedonsky Jugoistočen region, Југоисточен регион) je jedním z osmi statistických regionů v Severní Makedonii. V roce 2021 zde žilo 148 387 obyvatel. Největším sídlem regionu je město Strumica.

## Poloha, popis
Rozkládá se v jihovýchodní části státu a má rozlohu 2 739 km². Sousedními regiony jsou: Vardarský na západě a Východní na severu. Na východě hraničí s Bulharskem a na jihu s Řeckem.
Region tvoří celkem 10 opštin:
| Opština   | Obyvatel (rok 2021) | Správní centrum | Rozloha km² |
| --------- | ------------------- | --------------- | ----------- |
| Bogdanci  | 7 339               | Bogdanci        | 114,54      |
| Bosilovo  | 11 508              | Bosilovo        | 161,99      |
| Dojran    | 3 084               | Dojran          | 129,16      |
| Gevgelija | 21 582              | Gevgelija       | 485         |
| Konče     | 2 725               | Konče           | 233,05      |
| Novo Selo | 6 972               | Novo Selo       | 424,82      |
| Radoviš   | 24 122              | Radoviš         | 608         |
| Strumica  | 49 995              | Strumica        | 321,49      |
| Valandovo | 10 508              | Valandovo       | 331,4       |
| Vasilevo  | 10 552              | Vasilevo        | 230,4       |